# ارتشاف الجنين
ارتشاف الجنين هو تفكك واستيعاب واحد أو أكثر من الأجنة في الرحم في أي مرحلة بعد الانتهاء من تكوين الأعضاء، والذي، في البشر، بعد الأسبوع التاسع من الحمل. قبل التولد العضوي، تسمى العملية فقدان الجنين. من المحتمل أن يحدث الارتشاف في وقت مبكر من الحمل أكثر من ذلك ؛ من المحتمل أن يؤدي موت الجنين لاحقًا إلى إجهاض.

## في الأنياب
في عام 1998، وجدت دراسة الموجات فوق الصوتية أن ارتشاف واحد أو اثنين من المفاهيم يحدث في ما يصل إلى 10% من جميع حالات الحمل بين الكلاب، على الرغم من أن العديد من حالات الإعاشة الكاملة المفترضة لمخلفات مختلطة من المحتمل أن تكون الكلبة التي عاشت للتو حمل كاذب.